# Limba protodravidiană
Protodravidiana este o reconstrucție lingvistică a unui predecesor comun al limbilor dravidiene. Se crede că protodravidiana s-a despărțit în 3 grupuri: protodravidiana nordică, protodravidiana centrală & în protodravidiana sudică, data despărțirii fiind momentan necunoscută.

## Istorie
În calitate de protolimbă, limba protodravidiană însăși nu are atestări în consemnări istorice. Conceptul modern al protodravidienei e bazat doar pe reconstrucția sa. Se speculează că limba asta a fost vorbită în mileniul al IV -lea î.e.n., iar despărțirea în cele 3 grupuri a fost în jurul mileniului al III -lea î.e.n.. 

## Reconstituire
Vocale: protodravidiana avea 5 vocale scurte și 5 vocale lungi:  *a, *ā, *i, *ī, *u, *ū, *e, *ē, *o, *ō.
Consoane:
|                 | Labială | Dentală | Alveolară | Retroflexă | Palatală | Velară | Glotală |
| --------------- | ------- | ------- | --------- | ---------- | -------- | ------ | ------- |
| Nazală          | *m      | *n̪      | *n        | *ɳ         | *ɲ       | (*ŋ)   |         |
| Oclusivă        | *p      | *t̪      | *t        | *ʈ         | *c       | *k     |         |
| Fricativă       |         |         |           | *ɭ(*ṛ, *r̤) |          |        | (*h)    |
| Bătută laterală |         |         | *r        |            |          |        |         |
| Sonantă         | *v      |         | *l        | *ɭ         | *j       |        |         |

## Vorbitori
Originea și teritoriul vorbitorilor de protodravidiană este incert, dar au fost făcute niște sugestii pe baza reconstrucției vocabularului protodravidianei. Reconstrucția a fost făcută pe baza cuvintelor înrudite din diferitele ramuri (ramurile nordică, centrală & sudică) ale familiei de limbi dravidiane.